# Scorzonera verrucosa
Scorzonera verrucosa là một loài thực vật có hoa trong họ Cúc. Loài này được (Boiss. & Balansa) Boiss. miêu tả khoa học đầu tiên năm 1875.